# Renegades – The Series
Renegades – The Series (engl. für Abtrünnige) ist eine US-amerikanische Science-Fiction-Fan-Webserie, die ursprünglich auf dem Star-Trek-Franchise basierte und zehn Jahre nach der Rückkehr des Raumschiffs Voyager aus dem Delta-Quadranten angesiedelt sein sollte. Aufgrund neuer Star-Trek-Fanfilmregeln mussten aber die Referenzen auf Star Trek nach der Veröffentlichung des Pilotfilms Star Trek: Renegades aus den nachfolgenden Episoden entfernt werden. Das Projekt wurde von Tim Russ initiiert, der auch als Regisseur fungiert, und überwiegend mit Schauspielern besetzt, die aus verschiedenen Star-Trek-Filmen und -Serien bekannt sind.

## Handlung

### Star Trek: Renegades
Die Hauptlieferanten der Föderation von Dilithium-Kristallen, die für den Fluss der Materie und Antimaterie in den Warp-Reaktoren benötigt werden, verschwinden. Um mehrere Planeten herum haben sich schon Zeit und Raum gefaltet und jeglicher Kontakt zu den Planeten scheint unmöglich. Es wird schnell klar, dass das Phänomen nicht natürlich ist, sondern irgendjemand oder irgendetwas dieses absichtlich verursacht hat. Admiral Pavel Chekov, der Leiter des Geheimdienstes der Sternenflotte, schaltet daher Commander Tuvok, den ehemaligen Sicherheitsoffizier der Voyager und jetzigen Leiter der autonomen Verteidigungsorganisation der Sternenflotte, ein. Dieser wird beauftragt, von den üblichen gesetzlichen Regelungen befreit, gemeinsam mit einer neugebildeten Crew, die größtenteils aus ausgestoßenen und schurkischen Verbrechern besteht, herauszufinden, was die Ursache der Faltung von Zeit und Raum ist und das Phänomen um jeden Preis aufzuhalten.

### Renegades – The Series
Im Mittelpunkt steht nun das Raumschiff Icarus unter dem Kommando von Captain Lexxa Singh, die vom Admiral und dessen Sicherheitschef Kovok auf eine geheime Mission geschickt wird, um die nun Confederation genannte Föderation zu retten.

## Entwicklung und Veröffentlichung
Die Planung des durch Crowdfunding finanzierten Projekts wurde im Jahr 2012 bekannt.
Die Pilotfolge wurde am 1. August 2015 uraufgeführt und am 24. August 2015 auf YouTube veröffentlicht. Hiernach wurde geplant, eine Web-Serie auf Basis des Films zu entwickeln, der somit zur Pilotfolge der Serie werden würde.
Im August 2016 wurden die Dreharbeiten zur ersten Serienfolge, nun ohne direkten Bezug zu Star Trek, abgeschlossen und ein erster Trailer veröffentlicht. Die Veröffentlichung der Folge The Requiem: Part 1 erfolgte am 5. April 2017.
Zwischenzeitlich war geplant, angelehnt an die üblichen Strukturen einer Fernseh-Serienproduktion, bis zu 12 Episoden pro Jahr zu produzieren. Für die Episode The Requiem Part 2 wurde im April 2017 ein Trailer veröffentlicht; die Veröffentlichung dieser und weiterer Folgen blieb jedoch bislang aus (Stand: April 2020).

## Besetzung

### Star Trek: Renegades
Die meisten Figuren der Pilotfolge entstammen den Science-Fiction-Serien Star Trek: Raumschiff Voyager und Raumschiff Enterprise und werden von den Originaldarstellern verkörpert. So spielt Manu Intiraymi den aus dem Borg-Kollektiv befreiten Jungen Icheb, Richard Herd verkörpert Admiral Owen Paris, den Vater von Tom Paris, der das Kommando der USS Al-Batani hatte, auf der Kathryn Janeway als Wissenschaftsoffizier diente, und Robert Picardo schlüpfte in die Rolle von Dr. Lewis Zimmerman, dem Schöpfer des medizinisch-holographischen Notfallprogramms (MHN) der USS Voyager, das der Schauspieler ebenfalls darstellte. Walter Koenig übernahm die Rolle von Admiral Chekov. Zudem spielt Courtney Peldon die aus einer Gastrolle in Star Trek: Deep Space Nine bekannte Shree, und Grant Imahara spielt wie bereits in der Serie Star Trek Continues Lt. Masura.

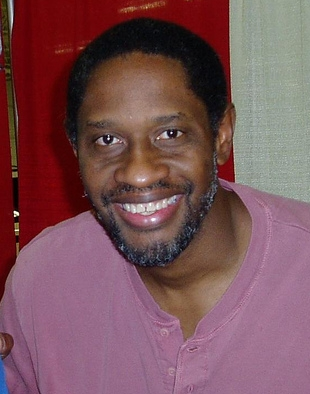
Tim Russ (2004)
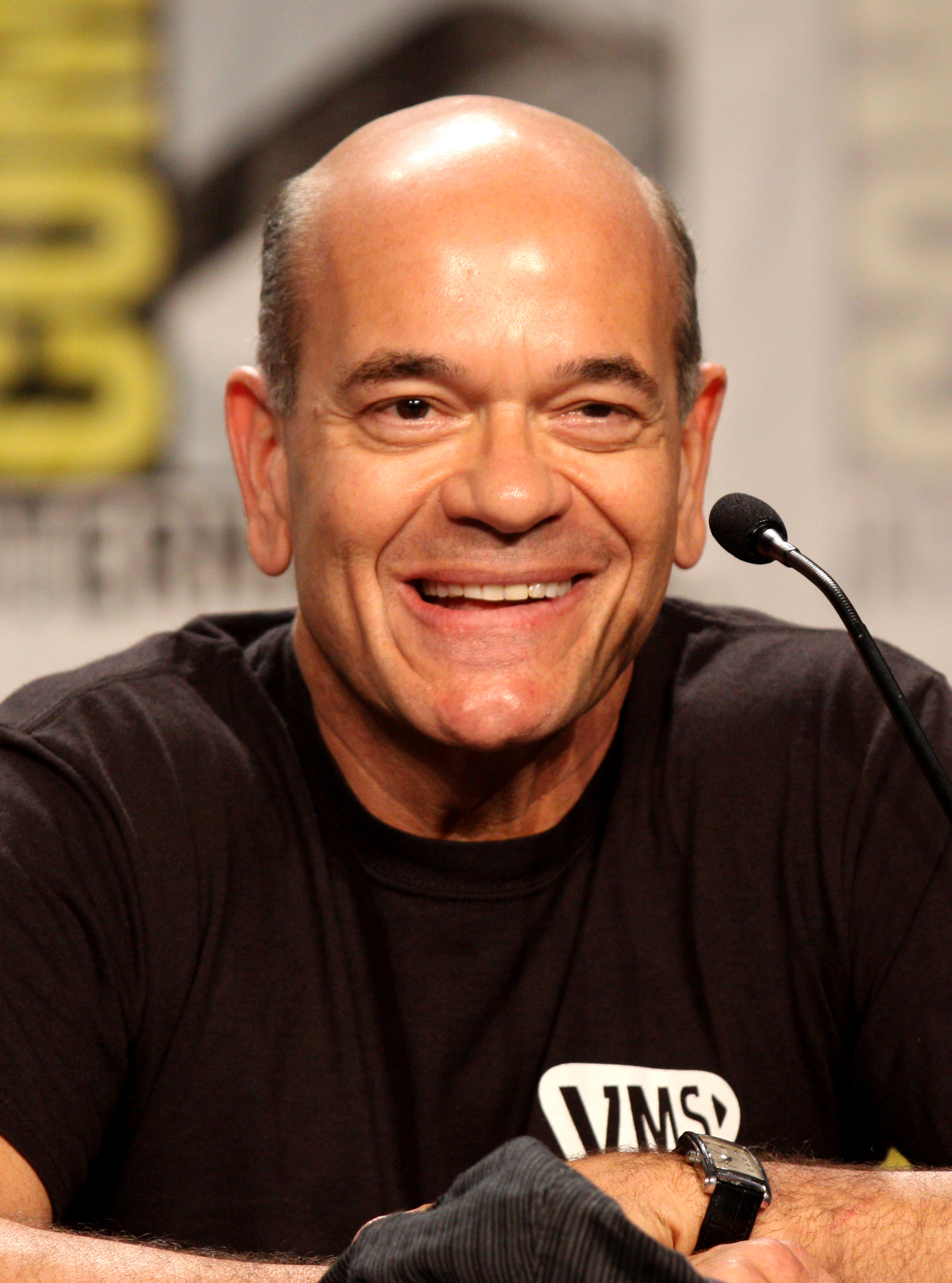
Robert Picardo (2011)
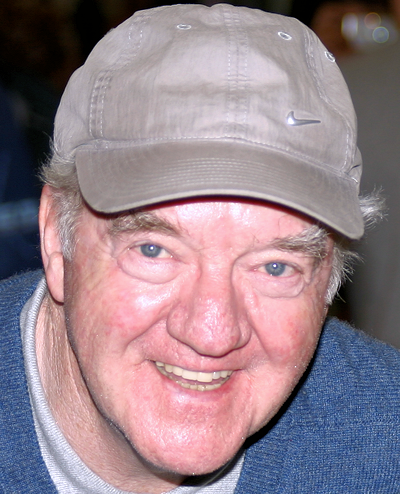
Richard Herd (2005)
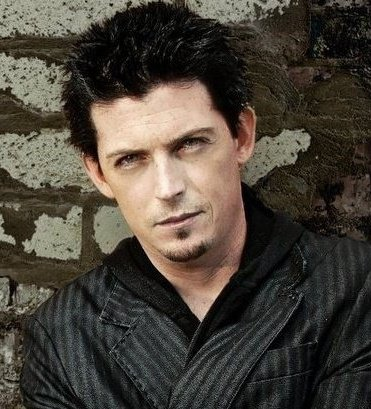
Manu Intiraymi
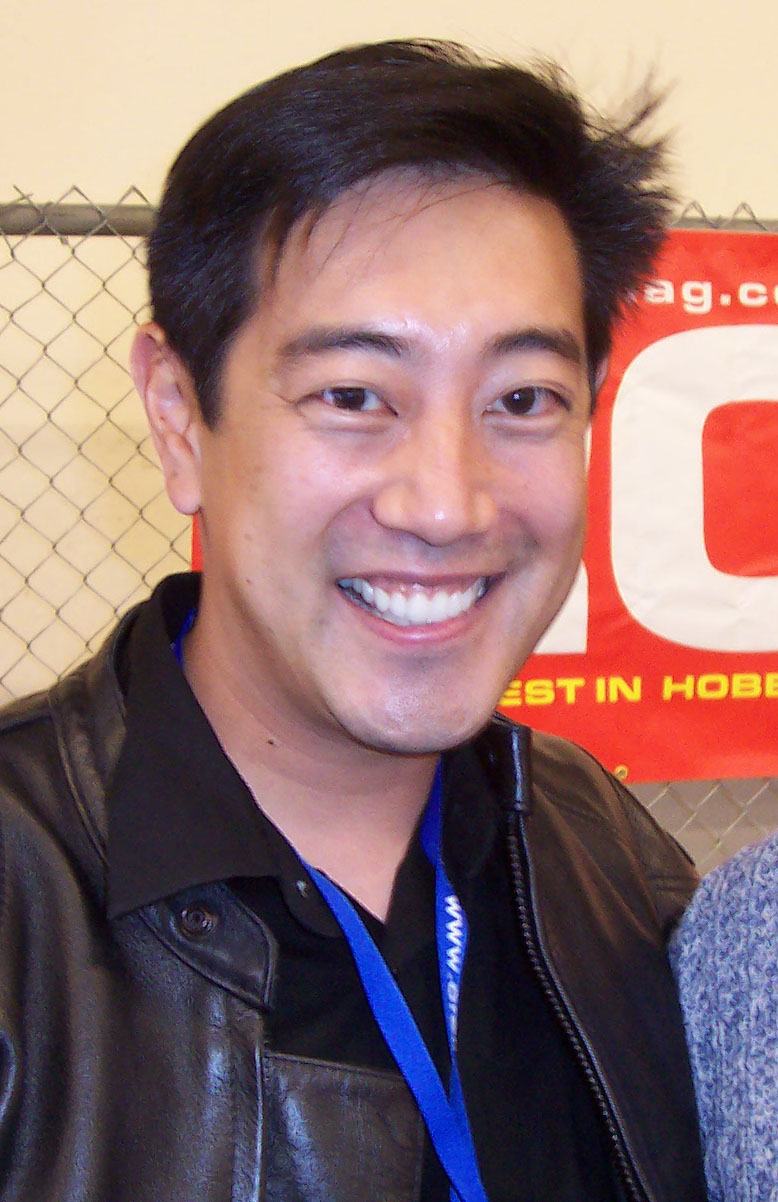
Grant Imahara (2007)
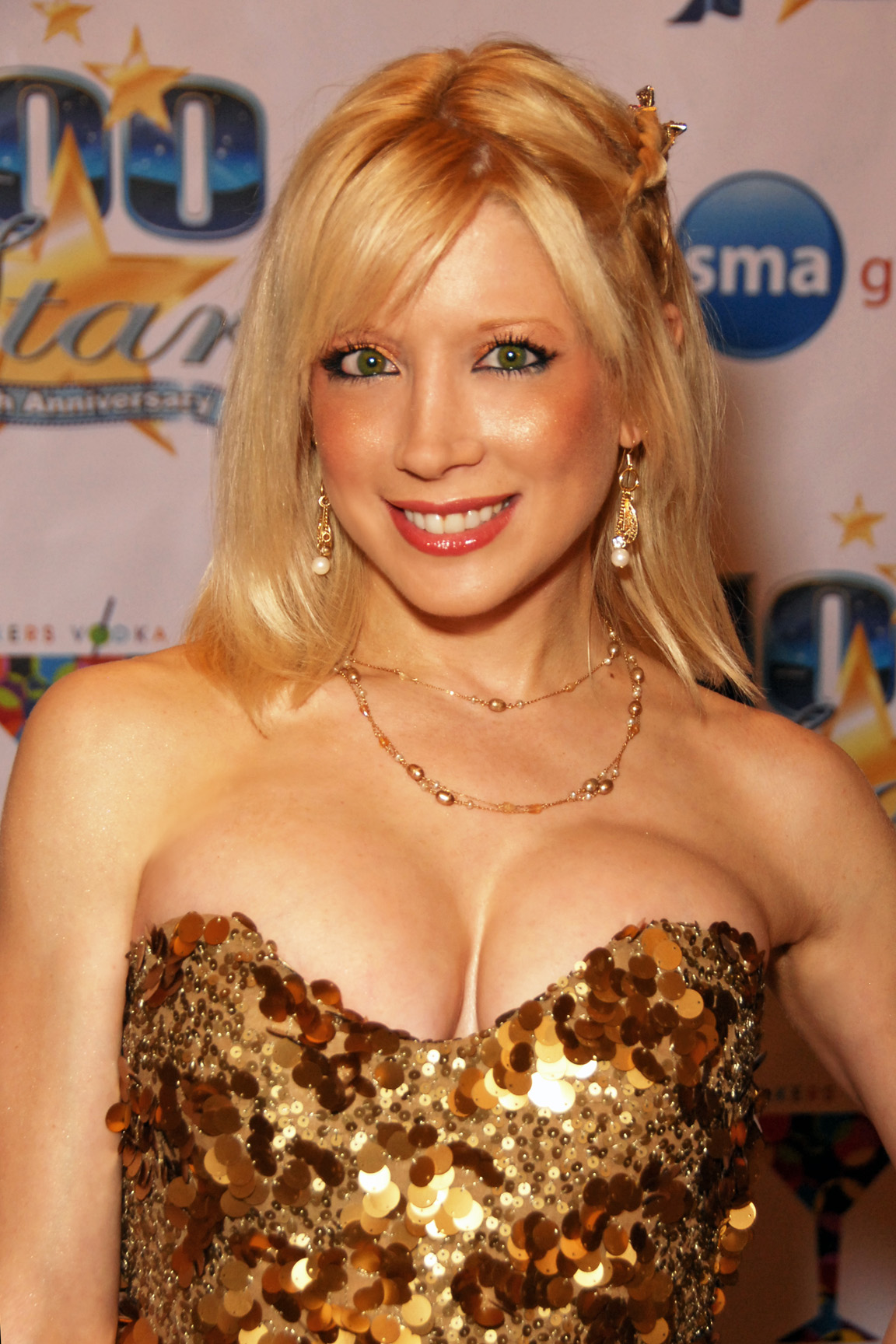
Courtney Peldon (2010)
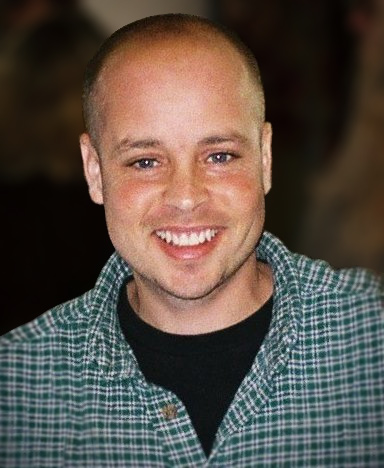
Aron Eisenberg (1998)
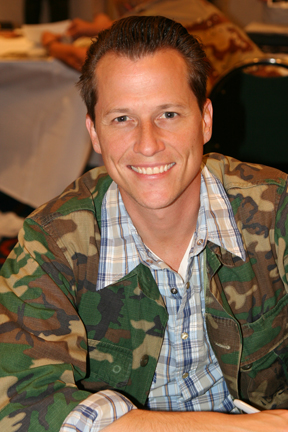
Corin Nemec (2006)

### Renegades – The Series
Ab 2017 hieß die von Russ gespielte Figur Kovok, Walter Koenig trat nur noch als „The Admiral“ in Erscheinung. Adrienne Wilkinson war erneut in der Rolle der Captain Lexxa Singh, ein eigens für Renegades geschaffener Charakter, zu sehen.
Die als Lieutenant Uhura aus Raumschiff Enterprise bekannte Schauspielerin Nichelle Nichols übernahm die Rolle von Admiral Grace Jemison, der aus Star Trek: Raumschiff Voyager bekannte Robert Beltran die Rolle von Cordero und Terry Farrell aus Deep Space Nine die Rolle der Jada. Neu zum Cast stießen auch Cirroc Lofton, Aron Eisenberg und Hana Hatae, die alle drei zuvor in Deep Space Nine zu sehen waren.

## Episoden
| Nr. (ges.) | Nr. (St.) | Deutscher Titel | Originaltitel       | Erstausstrahlung | Deutschsprachige Erstausstrahlung () | Regie    | Drehbuch                                | Quoten |
| --- | --------- | --------------- | ------------------- | ---------------- | ------------------------------------ | -------- | --------------------------------------- | ------ |
| 1 | 1         | –               | Pilot               | 1. Aug. 2015     | –                                    | Tim Russ | Ethan H. Calk, Jack Treviño, Sky Conway | –      |
| Eine Gruppe von Abtrünnigen und Ausgestoßenen sollen unter dem Kommando von Tuvok, dem Leiter der autonomen Verteidigungsorganisation der Sternenflotte, eine feindliche Alien-Rasse stoppen, die Planeten zerstören, und so die Existenz der Föderation retten. |           |                 |                     |                  |                                      |          |                                         |        |
| 2 | 1         | –               | The Requiem: Part 1 | 5. Apr. 2017     | –                                    | Tim Russ | Sky Conway, Melinda M. Snodgrass        | –      |

## Kritiken
Hannes Könitzer urteilte auf robots-and-dragons.de über Star Trek: Renegades, dass der „Schauwert des Films gar nicht mal so schlecht“ sei. „Dummerweise versagt der Film komplett auf der inhaltlichen Ebene. (...) Die Geschichte ist so verworren und konstruiert, dass der Funke einfach nicht überspringen will. (...) Hätte man sich auf eine kompaktere Geschichte konzentriert und die eine oder andere Nebenfigur weggelassen, wäre sicherlich ein besserer Film entstanden.“